# Puccinia cnici-oleracei

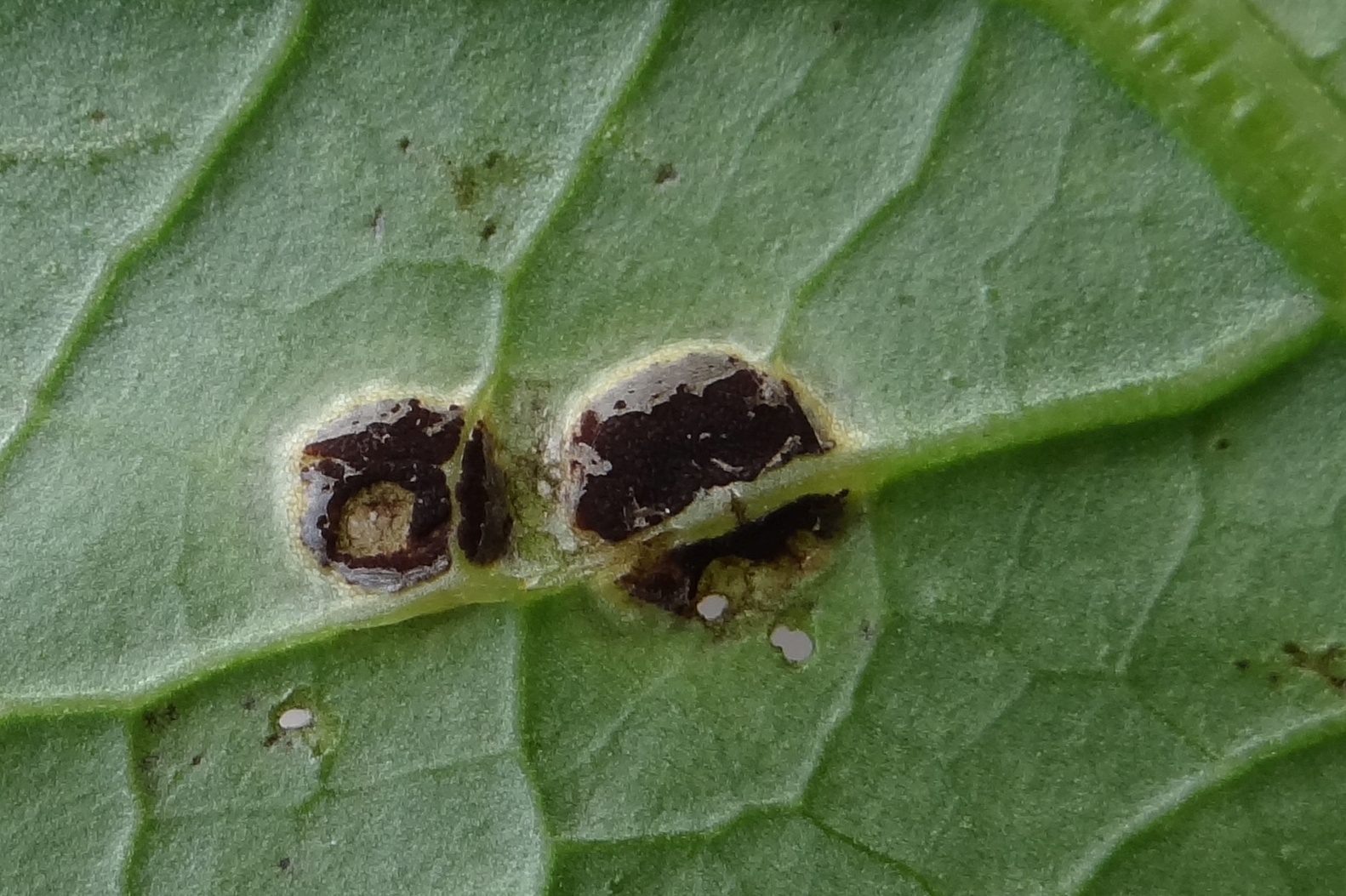
Telia na dolnej stronie liścia ostrożnia warzywnego

Puccinia cnici-oleracei Pers. – gatunek grzybów z rodziny rdzowatych (Pucciniaceae). Grzyb mikroskopijny pasożytujący na różnych gatunkach ostrożni (Cirsium), ale także niektórych innych gatunkach roślin z rodziny astrowatych.

## Systematyka i nazewnictwo
Pozycja w klasyfikacji według Index Fungorum: Puccinia, Pucciniaceae, Pucciniales, Incertae sedis, Pucciniomycetes, Pucciniomycotina, Basidiomycota, Fungi.
Synonimy:

- Dicaeoma andersonii (Berk. & Broome) Kuntze 1898)
- Dicaeoma asteris (Duby) Kuntze 1898
- Dicaeoma cardui (Plowr.) Kuntze 1898
- Dicaeoma leucanthemi (Pass.) Kuntze 1898
- Leptopuccinia asteris (Duby) Syd. 1922
- Leptopuccinia cnici-oleracei (Pers.) Syd. 1922
- Leptopuccinia leucanthemi (Pass.) Syd. 1922
- Leptopuccinia millefolii (Fuckel) Syd. 1922
- Micropuccinia asteris (Duby) Arthur & H.S. Jacks. 1921
- Micropuccinia cnici-oleracei (Pers.) Arthur & H.S. Jacks. 1921
- Micropuccinia millefolii (Fuckel) Arthur & H.S. Jacks. 1921
- Micropuccinia rudbeckiae Barthol. ex Arthur & H.S. Jacks. 1922
- Puccinia andersonii Berk. & Broome 1875
- Puccinia asteris Duby 1830
- Puccinia asteris ß chrysanthemi-leucanthemi C. Massal. 1900
- Puccinia cardui Plowr. 1889
- Puccinia cirsii-palustris (Desm.) M. Wilson 1941
- Puccinia cirsiorum var. cirsii-palustris Desm. 1831
- Puccinia lemonnieriana Maire 1900
- Puccinia leucanthemi Pass. 1874
- Puccinia millefolii Fuckel 1870
- Puccinia rudbeckiae Barthol. 1923
- Puccinia tripolii Berk. & Broome 1875

## Morfologia
Jest rdzą jednodomową, tzn, że cały cykl rozwojowy odbywa się na jednym żywicielu. Wytwarza tylko jeden rodzaj zarodników – teliospory|.

## Występowanie
Puccinia cnici-oleracei jest szeroko rozprzestrzeniony w Ameryce Północnej i Południowej, Europie, Azji. W Polsce jest częsty. 
Opisano występowanie Puccinia cnici-oleracei na niektórych gatunkach ostrożni: Cirsium acaulon, Cirsium alsophilum, Cirsium appendiculatum, Cirsium hypoleucum, ostrożeń błotny (Cirsium palustre), ostrożeń dwubarwny (Cirsium heterophyllum), ostrożeń lancetowaty (Cirsium vulgare), ostrożeń lepki (Cirsium erisithales), ostrożeń warzywny (Cirsium oleraceum), a także innych gatunkach z rodziny astrowatych: aster alpejski *Aster alpinus), aster gawędka, (Aster amellus), bylica polna (Artemisia campestris), bylica pospolita (Artemisia vulgaris), chaber miękkowłosy (Centaurea mollis), chaber łąkowy (Centaurea scabiosa), krwawnik kichawiec (Achillea ptarmica), krwawnik pospolity (Achillea millefolium).